# Oorlog en vrede (1967)
Oorlog en vrede (Russisch: Война и мир, Vojna i mir) is een Russische dramafilm uit 1967 onder regie van Sergej Bondartsjoek. De film is gebaseerd op de gelijknamige roman van de Russische auteur Leo Tolstoj. Bondartsjoek won met deze film in 1969 de Oscar voor beste buitenlandse film.

## Verhaal
In 1805 is vrijwel heel Europa veroverd door de troepen van Napoleon. Ook in Moskou houdt men rekening met een inval van het Franse leger. In die woelige periode worden de levens gevolgd van personages uit verschillende klassen en culturen.

## Rolverdeling
| Acteur                 | Personage         |
| ---------------------- | ----------------- |
| Sergej Bondartsjoek    | Pierre Bezoechov  |
| Ljoedmila Saveljeva    | Natasja Rostova   |
| Vjatsjeslav Tichonov   | Andrej Bolkonski  |
| Boris Zachava          | Michail Koetoezov |
| Anatoli Ktorov         | Nikolaj Bolkonski |
| Anastasia Vertinskaja  | Liza Bolkonskaja  |
| Antonina Sjoeranova    | Maria Bolkonskaja |
| Oleg Tabakov           | Nikolaj Rostov    |
| Viktor Stanitsyn       | Ilja Rostov       |
| Irina Skobtseva        | Hélène Bezoechova |
| Boris Smirnov          | Vasili Koeragin   |
| Vasili Lanovoj         | Anatol Koeragin   |
| Kira Golovko           | Gravin Rostova    |
| Irina Goebanova        | Sonja Rostova     |
| Aleksandr Borisov      | Oom Rostov        |
| Oleg Jefremov          | Dolochov          |
| Gioeli Tsjochonelidze  | Pjotr Bagration   |
| Vladislav Strzjeltsjik | Napoleon          |